# Solina
Solina je naseljeno mjesto u sastavu općine Tuzla, Federacija Bosne i Hercegovine, BiH.

## Zemljopis
Nalazi se uz cestu R 304, R-459 i rijeku Solinu, južno od Brđana, Dolova, zapadno od Vojne ekonomije Kozlovac, sjeverno od Novog Naselja i Gradovrha. 
1990. godine pripojena je Tuzli (Sl.list SRBIH 33/90).
Nalazi se u slivu rijeke Soline. Zbog brdsko-planinske naravi ovog područja, usklađeno se njime oblikovao se prostorni razmještaj, veličini i razvitak svih naselja ovog kraja.

## Povijest
Arheološki nalazi su oskudni, ali dovoljni za ukazati na naseljenost porječja još od prapovijesti. Kuće su izgrađene na iskrčenim brežuljcima, kosama i dolinskim stranama i dosta su udaljene između sebe. Očigledno je da su predci današnjih stanovnika krčili šume radi naseljavanja, odnosno sela su podignuta na krčevinama. Arheološki nalazi su oskudni, ali dovoljni za ukazati na naseljenost porječja još od prapovijesti. U Solini su su nalazi na dva lokaliteta, na Gradovrhu, gdje su nalazi iz brončanog doba, te na Srebru gdje je nekropola s kosturima iz željeznog doba, i prepoznatljivom ilirskom materijalu u grobovima. U srednjem vijeku u 16. stoljeću Solina se spominje kao naselje.

## Uprava
Solina je mjesna zajednica u općini Tuzli. Spada u urbano područje općine Tuzle. U njoj je 31. prosinca 2006. godine prema statističkim procjenama živjelo 7.135 stanovnika u 1.954 domaćinstva.

## Šport
Nogometni klub Mladost, s igralištem u Gradovrškoj ulici, uz rijeku Solinu.

## Kultura
Na Gradovrhu se nalazi drvena katolička crkva. 29. kolovoza 2009. na Gradovrhu su počeli radovi na izgradnji nove crkve Rođenja Blažene Djevice Marije. Temelji su blagoslovljeni 8. rujna 2009. godine. Inicijativa za izgradnju potekla je iz franjevačkog samostana sv. Petra i Pavla iz Tuzle. Visina zvonika prema projektu treba biti oko 20 metara. Gradnju financiraju vjernici ovog dijela Tuzle.
U filijalnoj crkvici tuzlanske župe na blagdan Imena Marijina slavi se Ime Gospe Gradovrško - bačke. Za ovo prošteničko slavlje sprema se kroz trednevnicu, gdje vjernici imaju prigodu za sv. ispovijed.
U Solini se nalazi džamija Solina.

## Stanovništvo
1990. godine pripojena je Tuzli (Sl.list BIH 33/90).
| Slavinovići        |       |
| godina popisa      | 1961. |
| Hrvati             | 75    |
| Srbi               | 60    |
| Muslimani          | 570   |
| Jugoslaveni        | 78    |
| Slovenci           |       |
| Makedonci          | 2     |
| Mađari             | 1     |
| Crnogorci          | 7     |
| ostali i nepoznato | 3     |
| ukupno             | 796   |